# Михайлин Ігор Леонідович
І́гор Леоні́дович Миха́йлин (нар.13 жовтня 1953, м. Харків — 4 листопада 2017 р., Артемівка під Мерефою) — український журналістикознавець, літературознавець, літературний критик, доктор філологічних наук, професор кафедри журналістики філологічного факультету Харківського національного університету імені В. Н. Каразіна, академік академії наук вищої освіти України за відділенням «Масова комунікація», член Національної спілки письменників України, голова Харківського історико-філологічного товариства, почесний громадянин міста Мерефи на Харківщині.

## Біографія
Народився 13 жовтня 1953 року в Харкові.
У 1976 році з відзнакою закінчив філологічний факультет Харківського державного університету імені О. М. Горького. Навчався в наукових семінарах письменника і професора Олександра Юрченка і професора Зінаїди Голубєвої.
З 1976 року — викладач кафедри історії української літератури цього ж університету, з 1982 року — старший викладач, з 1986 — доцент, з 1994 — професор тієї ж кафедри.
У 1982 році він захистив кандидатську дисертацію «Проблема художнього конфлікту в українській літературній критиці 1950-х — 1960-х років».
1993 року Ігор Михайлин успішно захистив докторську дисертацію в «Внутрішньо жанрова типологія та еволюція трагедії в українській драматургії (1917—1987 років)».
2 лютого 1996 до 29 березня 2012 року І. Михайлин — завідувач кафедри журналістики філологічного факультету ХНУ імені В. Н. Каразіна; потім професор цієї кафедри.
У 2001 році йому було присвоєне вчене звання професора кафедри журналістики.
2002 року Академія наук вищої школи України обрала його академіком по відділенню Масова комунікація.

## Громадська робота
Член спеціалізованої вченої ради з філософських дисциплін (1998—2008) та спеціалізованої вченої ради з філологічних дисциплін (з 1998 до цього часу); обидві — Харківського національного університету імені В. Н. Каразіна. У 2008—2010 роках член експертної ради ВАК України з соціальних комунікацій. у 2010—2012 роках заступник голови експертної ради з гуманітарних і соціальних наук Державної акредитаційної комісії України; член цієї комісії в 2000—2014 роках.
Член Харківського історико-філологічного товариства з 1991 року, з 1999 — його голова; голова Редакційної ради «Збірника Харківського історико-філологічного товариства».
Він брав участь у редакційних колегіях низки наукових часописів:
- Збірник Харківського історико-філологічного товариства — голова редакційної ради.
- Вісник Харківського університету. Серія Філологія — член редколегії;
- Пресознавчі студії: історія, теорія, методологія. Збірник праць кафедри української преси і Дослідницького центру історії західноукраїнської преси (Львів: ЛНУ імені Івана Франка) — член редколегії.
- Від бароко до постмодерну: Збірник праць кафедри української та світової літератури [Харківського національного педагогічного університету ім.. Г. С. Сковороди] — член редколегії.

## Наукові роботи
Автор понад 515 праць, в тому числі 32 книжкових видань з історії української журналістики, історії української літератури, теорії журналістики, медіакритики. Виступає як публіцист і літературний критик.
До сфери наукових інтересів Ігоря Михайлина належать проблеми історії української журналістики, історії нової української літератури, історії української літературної критики, теорії журналістики та медіакритики.
Під його науковим керівництвом підготовлено чотирнадцять кандидатів наук з чотирьох спеціальностей: «українська література», «журналістика», «теорія та історія соціальних комунікацій», «теорія та історія журналістики».
На кафедрі історії української літератури викладав курси «Література народів СРСР», «Історія української літератури XX століття», «Історія української літературної критики», «Теорія літератури». На кафедрі журналістики викладає курси «Основи журналістики», «Історії української журналістики», «Історія журналістики Харківської губернії», «Журналістська освіта і наука», «Мистецька критика», «Теорія та історія журналістики» (для аспірантів).

### Книжкові видання
- Жанр трагедії в українській радянській драматургії: (питання історії і теорії) / І. Л. Михайлин. -Х. : Вища школа. Вид-во при Харків. ун-ті. 1989. — 152 с.
- Гамартія Миколи Хвильового: Монотрагедія на 5 дій з прологом / Ігор Михайлин. — Х.: Лінотип, 1993. — 40 с.
- Достоєвський і Шевченко: науково-літературне есе / Ігор Михайлин. — Х.: Видавець, 1994. — 66 с.;
- Основи журналістики: Навчальний посібник / І. Л. Михайлин. — Х.: Харківський державний університет, 1998. — 131 с.;
- Історія української журналістики: Книга перша. Підручник / І. Л. Михайлин. — Х.: ХІФТ, 2000. — 279 с.
- Основи журналістики: Підручник. Вид. 2-ге, доп. і поліпш . / І. Л. Михайлин. — Х., 2000. — 278 с.
- Науково-дослідна робота студента з журналістики / І. Л. Михайлин. — Х.: ХІФТ, 2001. — 90 с.
- Основи журналістики: Підручник. 3-н вид., доп. і поліпш. / І. Л. Михайлин. — К.: ЦУЛ, 2002. — 284 с.
- Історія української журналістики XIX століття / І. Л. Михайлин. — К.: ЦНУ, 2003. — 720 с.
- Основы журналистики: Учебник. Авторский перевод с украинского языка. Изд. 4-е, испр. и доп. / И. Л. Михайлин. — Х., ХИФО, 2004. — 350 с.
- Історія української журналістики. Період становлення: від журналістики в Україні до української журналістики: підручник для вищої школи. Вид. 3-тє, доп. і поліпш. / І. Л. Михайлин. — Х.: Прапор, 2005. — 320 с.
- Петро Василенко: Літературний портрет / Ігор Михайлин. — Х.: КП «Друкарня № 13», 2007. — 168 с.
- Літературна Харківщина. Поезія: Есеїстика. Портрети. Рецензії / Ігор Михайлин. — Х.: Майдан, 2007. — 296 с. — Серія «Есеїстика Слобожанщини».
- Нарис історії журналістики Харківської губернії. 1812—1917 / І. Л. Михайлин. — Х.: Колорит, 2007. — 366 с.
- Журналістика як всесвіт: вибрані медіадослідження / І. Л. Михайлин. — Х.: Прапор, 2008. — 512 с.
- Сучасний словник літератури і журналістики / Гетьманець М. Ф., Михайлин І. Л.. — Х.: Прапор, 2009. — 384 с.
- Журналістська освіта і наука: підручник / І. Л. Михайлин. — Суми: Університетська книга, 2009. — 336 с.
- Римма Катаева: литературный портрет / Игорь Михайлин. — Х.: КП «Типография № 13», 2009. — 52 с.
- Науково-дослідна робота студента з журналістики: методичні матеріали для студентів із спеціальності «Журналістика» / І. Л. Михайлин. — 2-ге вид., випр. і допов. — Х.: Харківське історико-філологічне товариство, 2010. — 92 с.
- Основи журналістики / І. Л. Михайлин; вид. 5-те, доповн. і доопр. — К.: Центр учбової літератури, 2011. — 496 с.
- Журналістика: словник-довідник / автор-укладач І. Л. Михайлин. — К. : Академвидав, 2013. — 320 с. — (Серія «Nota bene»).
- Іван Перепеляк: Літературний портрет. — Х. : Майдан, 2013. — 208 с.
- Про Шевченка і не тільки: Наукові розвідки, есеї / Ігор Михайлин. — Х. : Майдан, 2014. — 268 с.
- Літературна Харківщина : Книга друга: Проза: Есеїстика. Портрети. Рецензії. / Ігор Михайлин. — Х, : Майдан, 2015. — 308 с.
- Про Шевченка і не тільки: наукові розвідки, есеї / Ігор Михайлин. — 2-ге вид. — Х. : Майдан, 2016. — 298 с.
- Літературна Харківщина: Книга третя: Література. Журналістика. Освіта: Есеїстика. Портрети. Рецензії / Ігор Михайлин. — Х. : Майдан, 2016. — 360 с.

### Вибрані статті
- Головна філософська проблематика художньої прози Валер'яна Підмогильного / Ігор Михайлин // Українська література XX століття: Літературознавство: Доповіді та повідомлення IV Міжнародного конгресу україністів (Одеса, 26-29 серпня 1999 року). — К., 2000. — Кн. II. — С. 91-98.
- Інформаційний та аналітичний типи журналістики: український вибір / І. Л. Михайлин // EX PROFESSO: Зб. наук. пр. / Ред. кол.: В. Д. Демченко (відп. редактор) та ін. — Дніпропетровськ: Вид-во Дніпропетр. ун-ту, 2001. — Вип. 3. — С. 18-24.
- Нарис з історіографії історії української журналістики: методологічні уроки Івана Франка / Ігор Михайлин // Українська періодика: Історія і сучасність: Доп. та повідомл. сьомої Всеукр. наук.-теорет. конф., Львів, 17-18 травня 2002 р. / за ред. М. М. Романюка. — Львів, 2002. — С. 30-36.
- Анабаза приватної людини, або Аркадій Любченко крізь призму власного щоденника / Ігор Михайлин // Збірник Харківського історико-філологічного товариства: Нова серія. — Харків, 2002. — Т. 9. — С. 117—130.
- Народний учитель і мужицький український письменник / І. Л. Михайлин // Васильченко Степан. Вибрані твори / Упоряд. текстів та передм. І. Л. Михайлина. — Х.: Ранок, 2003. — С. 3-18.
- Два Довженки / І. Л. Михайлин // Довженко Олександр. Вибрані твори / Упорядк. текстів та передм. І. Л. Михайлина. — Х.: Ранок, 2003. — С. 3-20.
- Нарис історіографії історії української журналістики: «Киевская старина» /І. Л. Михайлин // Наукові записки Інституту журналістики. — 2003. — Т. 13: жовтень-грудень. — С. 18-22.
- Поняття «українська журналістика»: полеміка про критерій державності / І. Л. Михайлин // Вісник Харківського національного університету імені В. Н. Каразіна. — 2004. — № 631. — Серія Філологія. — Вип. 41. — С. 216—220.
- Історико-журналістська спадщина і сучасність / І. Л. Михайлин // Нова філологія. Збірник наукових праць. — Запоріжжя: ЗНУ, 2005. — № 3 (23). — С. 260—268.
- Українська журналістика: обсяг поняття / І. Л. Михайлин // Українське журналістикознавство. — 2005. — Вип. 6. — С. 27-31.
- Журнал охтирської чоловічої гімназії «Школьный луч» як тип учнівського видання І. Л. Михайлин // Журналістика: Науковий збірник / За ред. Н. М. Сидоренко. — К.: Ін-т журналістики Київ. нац. ун-ту імені Т. Шевченка, 2006. — Вип. 5(30). — С. 19-27
- Діалог Івана Франка з Михайлом Драгомановим у журналі «Народ»: дискурс прихованої полеміки Ігор Михайлин // Пресознавчі студії: теорія, методологія. Збірник праць кафедри української преси і Дослідницького центру історії західноукраїнської преси. — Львів, 2006. — Вип.7: До 150-річчя від дня народження Івана Франка. — С. 146—154.
- Концепція ленінізму в публіцистиці Івана Багряного / І. Л. Михайлин // Вісник Харківського національного університету. — 2006. — № 742. — Серія ФІЛОЛОГІЯ. — Вип. 48. — С. 152—159.
- Екзистенційна колізія: журналістика — освіта / Ігор Михайлин // Українська журналістика: умови формування та перспективи розвитку. Збірник наукових праць. — Черкаси, 2007. — С. 36-40.
- Із щоденника науковця Ігор Михайлин // Споконвіку було слово… Збірник на пошану професора Олександра Александрова з нагоди його 60-річчя. — Одеса, 2007. — С. 220—235.
- Хто повинен викладати журналістику? (з історії гіркого досвіду) / Ігор Михайлин // In media res: Зб. наук. пр. / Кер. проекту С. В. Демченко та ін. — Дніпропетровськ, 2007. — С. 152—162.
- Жіночий проект в українській літературі / Ігор Михайлин // Українська жіноча проза. М. Вовчок, Н. Кобринська, О. Кобилянська. — Харків, 2007. — С. 3-8.
- У пошуках сутності журналістики / Ігор Михайлин // Від бароко до постмодерну: Збірник праць кафедри української та світової літератури [Харківського національного педагогічного університету ім. Г. С. Сковороди] — Х.: Майдан, 2007. — Т. V: До ювілею доцента Валентини Пантеліївни Андрусенко. — С. 377—392.
- П'єр Бурдьє та його теорія «поля журналістики» / І. Л. Михайлин // Олександр Галич — особистість, учений, громадянин: Збірник наукових праць, присвячених 60-річчю доктора філологічних наук, професора, заслуженого діяча науки й техніки України Олександра Галича / Упор. О. М. Горошкіна, В. Г. Фоменко, І. Л. Савенко. — Луганськ, 2008. — С. 128—141.
- Із щоденника науковця (подача друга) / І. Л. Михайлин // Verba magistri: Мовознавство. Літературознавство. Журналістикознавство. Педагогіка. Методика. Зб. наук. праць, присвячених ювілею доктора філол.. наук, професора С. В. Ломакович / За заг. ред. В. М. Терещенка та П. Б. Ткач. — Х., 2008. — С. 560—573.
- Історія журналістики на слобідських землях від початку до сьогодення / Ігор Михайлин // Від бароко до постмодерну: збірник праць кафедри української та світової літератури [Харківського національного педагогічного університету ім. Г. С. Сковороди]. — Х., 2008. — Т. VI. — С. 251—277.
- Категорії дедукції та індукції в естетиці Івана Франка / Ігор Михайлин // Іван Франко: дух, наука, думка, воля: матеріали Міжнар. наук. конгресу, присвяченого 150-річчю від дня народження Івана Франка (Львів, 27 вересня — 1 жовтня 2006). — Л.: ВЦ Львів. нац. ун-ту ім. І. Франка, 2008. — Т. 1. — С. 328—334.
- Солодкий смак свободи / Ігор Михайлин // Березіль. — 2009. — № 3-4. — С. 173—179.
- «Наша література має що сказати людству», або Зіставлення Юрія Шереха / І. Л. Михайлин // Вісник Харківського національного університету імені В. Н. Каразіна. — 2009. — № 843. — Серія Філологія. — Вип. 55. — С. 148—152.
- Інформаційний образ як комунікативна категорія / Ігор Михайлин // Збірник Харківського історико-філологічного товариства. — 2009. — Т. 13. — С. 117—136.
- Журналістські освітні мемуари як джерело з історії української медіаосвіти / І. Л. Михайлин // Держава та регіони. — Серія: Соціальні комунікації. — 2010. — № 3. — С. 130—136.
- Поезія, проза і «газетна література» в концепції О. О. Потебні / І. Л. Михайлин // Вісник Харківського національного університету імені В. Н. Каразіна. — 2010. — № 910. — Частина II. — С. 22 27.
- Жанр авторської колонки в масмедійних текстах Віталія Портникова / І. Л. Михайлин // Журналістика. Лінгвістика. Дидактика: збірник наукових праць. — Полтава, 2010. — С. 154 159.
- Неповторна особистість на ім'я журналіст: передмова до книжки Юрія Горажія «Покликання — репортер» / Ігор Михайлин // Горажій Ю. Л. Покликання — репортер: журналістські нотатки. — Х.: Федорко, 2010. — С. 3–18.
- Українські народні традиції та їх роль у родинному вихованні / Ігор Михайлин // Освіта регіону. — 2010. — № 2. — С. 53–59.
- Нарис історії українського журналістикознавства / І. Л. Михайлин // Вісник Харківського національного університету імені В. Н. Каразіна. — 2010. –№ 903 — Серія: СОЦІАЛЬНІ КОМУНІКАЦІЇ. — Вип. 2. — С. 61–84.
- Чорнобильний мотив у публіцистиці пізнього Олеся Гончара / Михайлин І. Л. // Рецепція України в контексті сучасної мови та літератури: збірник наук. праць. — Д.: Національний гірничий університет, 2011. — С. 217—229.
- Якою мовою говорить журналістика? / Ігор Михайлин // Невгасимий словосвіт: Збірник праць на пошану професора Володимира Семеновича Калашника / Уклад. Микола Філон, Тетяна Ларіна. — Х.: Харківський національний уні-верситет імені В. Н. Каразіна, 2011. — С. 28– 39.
- Як царський уряд перешкоджав українському державотворенню: війна з читачем української преси / Ігор Михайлин // Вісник Львівського університету. Серія Журналістика. –– 2011. –– Вип. 34. –– С. 24–31.
- Природа факту в площині журналістики / Ігор Михайлин // Збірник Ха-рківського історико-філологічного товариства. — Х., 2011. — Т. 14. — С. 120—138.
- Гіпотеза про текст і мовлення в журналістиці / І. Л. Михайлин // Вісник Харківського національного університету імені В. Н. Каразіна. — 2011. — № 968. — Серія: Соціальні комунікації. — Вип. 3. — С. 15–21.
- Інформаційна війна в літературній критиці журналу «Пролітфронт»: об'єкти і прийоми // І. Л. Михайлин // Вісник Харківського національного університету імені В. Н. Каразіна. –– 2011. –– № 989. –– Серія: Філологія. –– Вип. 63. –– С. 61–67.
- Від Сковороди до Сковороди через Шевченка й Леніна: «П'ятий Харків» у журналістиці пізнього Ю. Шевельова / Ігор Михайлин // День. — 2012. –– № 97-98. –– 8-9 червня. –– С. 17–18.
- Василь Лизанчук як наукова і моральна категорія / Ігор Михайлин // Теле- та радіожурналістика: збірник наук. праць. –– Львів: Львівський нац. ун-т імені І. Франка, 2012. –– Вип. 11. –– С. 310—315.
- Юрій Шевельов: Провінція –– не територія, а душа / Ігор Михайлин // День. –– 2012. –– 30 листопада. (№ 219—220).
- Україна в документальній прозі Василя Омельченка / І. Л. Михайлин // Литературный язык в проекциях истории и современности. К 90-летнему юби-лею профессора Георгия Ивановича Шкляревского: сб. научных статей / Сост. Л. В. Педченко. –– Х.: ХНУ имени В. Н. Каразина, 2012. — С. 51–65.
- Літературно-критична шевченкіана Олеся Гончара / Михайлин І. Л. // Феномен Олеся Гончара в духовному просторі українства: зб. наук. статей. — Полтава: ПНПУ імені В. Г. Короленка, 2013. — С. 186—194.
- Професор В. О. Александров як дослідник соціальної комунікації / Ігор Михайлин // Діалог: Медіа-студії: зб. наук. праць / Ред. кол. О. Александров (відп. ред.) та ін. — Одеса: Астропринт, 2013. — Вип. 16. — С. 47–51.
- Герой епохи самодурства / Ігор Михайлин // Благбаз: альманах харківських сатириків і гумористів. — Х. :Золота миля, 2013. — № 6. — С. 251—271.
- Найстаріша україномовна газета з усіх нині існуючих — «Свобода», що видається в США, — відзначає 120-річчя [Архівовано 10 квітня 2016 у Wayback Machine.] // «Україна молода», № 132, 13 вересня 2013.
- Історію створюють люди / Ігор Михайлин // Видатні мереф'яни / За ред. О. Г. Сергієнка. — Х.: б. в., 2013 — С.8–10.
- «Я не згодний був міняти свою шкуру й душу». Ток-шоу «Шустер Live» змусило вкотре стати на захист Ю. Шевельова / Ігор Михайлин // Україна молода. — 2013. — 1 жовтня.
- Про світову змову, про Україну, про ненависть, про те, як тримати порох сухим / Ігор Михайлин // Перепеляк І. М. Начертання звіра: Політична поема / Передм. І. Михайлина / Іван Перепеляк. — Х. : Майдан, 2013. — С. 3–14.
- Публіцистика як мистецтво слова в науковій спадщині Володимира Здоровеги / Ігор Михайлин // Вісник Львівського університету. Серія: Журналістика. — 2913. — Вип. 38. — С. 71—78.
- Краса врятує світ, а Україну — книжка. Працю Олега К. Романчука висунуто на здобуття Шевченківської премії / Ігор Михайлин // День. — 2013. — 29-30 листопада

(№ 129—220).
- Тарас Шевченко в літературній публіцистиці Дмитра Донцова / Ігор Михайлин // Українська періодика: історія і сучасність: доп. та повідомл. одинадцятої Всеукр. наук.-теорет. конф., Львів, 29-30 листопада 2013 р. / НАН України, ЛННБУ ім. В. Стефаника, НДІ пресознавства; за ред. М. М. Романюка. — Львів, 2013. — С. 518—530.
- На захист Юрія Шевельова. Ю. Шевельов заповів свій архів… Японії. Очевидно, він розумів, які баталії триватимуть навколо його імені в Україні / Ігор Михайлин // Універсум. — 2013. — № 11-12. — С. 38–39.
- Київська преса у світлі своєї історії / Ігор Михайлин // Журналістика — 2013 — Вип. 12 (37). — С. 195—203.
- «Я над цим питанням дуже серйозно думав…», або Володимир Здоровега як мислитель / Ігор Михайлин // Мистецтво збагнути день. Спогади про Во-лодимира Здоровегу / Упоряд. О. І. Наливайко; за ред. І. І. Паславського. — К. : ВПК «Експрес-Поліграф», 2013. — С. 141—149.
- Мовчазне покоління заговорило / Ігор Михайлин // Журналіст України. — 2014. — № 4. — С. 43–46.
- Подорож у прірву і назад / Ігор Миахйлин // Курʼєр Кривбасу. — 2014. — № 293—295. — С. 377—382.
- Щотижневий журнал новин «Вісник культури і життя» (1913) на тлі світових процесів у мас-медіа / Ігор Михайлин // Сучасний мас-медійний простір: тенденції та перспективи розвитку: матеріали Всеукраїнської науково-практичної конференції (15–16 травня 2014 р.) / Наук. ред. В. О Гандзюк. — Вінниця: Вид-во друкарня «Діло», 2014 — С. 63–69.
- Моя хата скраю, або Робінзонада в сучасній українській публіцистиці / І. Л. Михайлин // Наукові записки Інституту журналістики. — 2014. — Т. 54. — С. 143—147.
- За що і як любити життя? / Ігор Михайлин // Березіль. — 2014. — № 3-4. — С. 183—188.
- «А дай жити, серцем жити…» Тарас Шевченко в літературній публіцистиці Дмитра Донцова" / Ігор Михайлин // Літературний Тернопіль. — 2014. — № 3(60). — С. 17—24.

## Нагороди та відзнаки
- Галузевий орден «Петро Могила» Міністерства освіти і науки України (2005).
- Нагорода «Зірка журналістики» Національної спілки журналістів України (2008).
- Відзначення роботи І. Л. Михайлина як експерта ВАК України та висловлення подяки Голови ВАК України (наказ від 29 листопада 2010 року N 857 «Про відзначення роботи експертів ВАК України»).
- Лауреат Всеукраїнського конкурсу романів, кіносценаріїв, п'єс та пісенної лірики про кохання «Коронація слова» (2011) у номінації «Романи».
- Лауреат премії імені Петра Василенка (2013).
- За тридцятисемирічну роботу в Харківському національному університеті імені В. Н. Каразіна нагороджений Грамотою університету та грошовою премією у розмірі 1147 грн. Наказ ректора № 0101-2/2014 від 14 жовтня 2013 року «Про заохочення професора філологічного факультету Михайлина Ігоря Леонідовича».
- Нагороджений годинником з логотипом Голови Харківської обласної Ради (2013).
- Почесний громадянин міста Мерефа (1997).
- Лауреат Всеукраїнської літературної премії імені Михайла Чабанівського в номінації «Публіцистика» (2017).